# Болдырев, Михаил Фомич
Михаил Фомич Болдырев (1890—1938) — советский партийный деятель, председатель Смоленского (1922 — 1924) и Сталинградкого (1926 — 1928) губисполкомов.

## Биография
Родился в 1890 году в станице Калитвенская Области Войска Донского. Окончил три класса приходского училища и реальное училище. С 1911 года сблизился с социал-демократами и участвовал в революционном движении. В 1913 году был призван на службу в царскую армию.
С 1918 года — в Красной Армии.
С января 1920 года — на советской и государственной работе, руководил Новочеркасским окрисполкомом, Донским революционным трибуналом, Донским исполкомом. С ноября 1921 года занимал должность председателя Терского губисполкома. С 14 октября 1922 года возглавлял Смоленский губисполком.
Избирался делегатом X и XI Всероссийского съездов Советов, кандидатом в члены ВЦИК РСФСР. 12 июля 1924 года был освобождён от своих обязанностей в связи с переводом на работу в Москву.
С июля 1924 года работал заместителем народного комиссара внутренних дел РСФСР, а затем секретарём Совета народных комиссаров РСФСР, председателем административной комиссии при ВЦИК.
С января 1926 года руководил Сталинградским губисполкомом. В 1927 году был награждён Почётной грамотой ЦИК СССР. С августа 1928 года работал в Ташкенте сначала заместителем председателя, а затем председателем Госплана Узбекской ССР, заместителем председателя, председателем Средне-Азиатского Экономического Совета. Избирался членом ЦК КП Узбекской и Таджикской ССР. В феврале 1932 года вернулся на работу в Москву, где руководил сначала объединением «Союззаготхлопок», а с августа 1934 года — Главным управлением хлопкозаготовок и хлопкоочистительных заводов Народного комиссариата лёгкой промышленности СССР. Избирался членом ЦИК СССР, делегатом X—XVI съездов партии.
В начале апреля 1938 года был исключён из партии, а 17 апреля — арестован по обвинению в подрывной деятельности в советской лёгкой промышленности. Скончался в Лефортовской тюрьме 1 июня 1938 года. 21 мая 1956 года уголовное дело по его обвинению было прекращено, все обвинения с него были сняты, он реабилитирован посмертно.